# Frederikssundmotorvejen
Frederikssundmotorvejen er en motorvej, der går mellem Motorring 3 og Tværvej vest for Smørum. Motorvejen udgøres af de to første etaper af et projekt, som fremgik af en rapport fra 1963 om motorvej fra København til Frederikssund. Motorvejen består af i alt tre etaper. Første etape går fra Motorring 3 til Motoring 4 og er en 6-sporet motorvej, der stod færdig ved årsskiftet 2011-2012. 2. etape anlægges som en firesporet motorvej fra Motorvejskryds Ballerup, hvor første etape møder Motoring 4 og 4 km vestnordvestlig retning. Anden etape blev åbnet for trafik mandag 13 juli 2015. Tredje og sidste etape er den længste og er på 25 km og går fra der hvor 2. etape slutter til Frederikssund. Anlægsloven for hele Frederikssundmotorvejen er vedtaget, og den overordnede linjeføring af den samlede strækning ligger fast, men finansieringen afventer en politisk afklaring. 
Regeringen har på finansloven 2019 afsat midler til at opdatere VVM (vurdering af virkninger for miljøet) undersøgelsen fra 2008, som i mellemtiden er forældet.  Arkiveret 3. september 2019 hos  Wayback Machine

## Forlængelse til Motorring 3
På baggrund af en rapport fra 1963 vedtog Folketinget i 1967 og 1968 at bygge strækningen mellem Motorring 3 og Motorring 4. men pga. et statsligt byggestop blev strækningen mellem Ring 3 og Motorring 3 ikke bygget dengang.
I trafikaftalen fra 2003 blev et flertal af Folketingets partier enige om at udbygge Frederikssundmotorvejen mellem Motorring 3 og Motorring 4. Og i foråret 2006 blev anlægsloven vedtaget. Den eksisterende strækning mellem Ring 3 og Motorring 4 blev udvidet fra 4 til 6 spor. Herudover forlængedes motorvejen mod øst på en strækning syd for Jyllingevej og blev forbundet med Motorring 3 i et nyt motorvejskryds, som kom til at hedde Motorvejskryds Rødovre. Det ny motorvejskryds blev taget i brug ved årsskiftet 2011/12 samtidig med, at Frederikssundmotorvejen bliver tildelt primærrute 17.

## Forslag til udvidelser
Der har været mange planer for at udbygge motorvejen i vestlig retning til Frederikssund. Der er lavet VVM-redegørelse for fire løsninger. To af dem vil først lade Frederikssundmotorvejen følge Motoring 4 og Ring 4 til Chokoladekrydset, hvor motorvejen derefter følger Ballerup Byvej. De to øvrige forslag ville føre Frederikssundmotorvejen syd om Ballerup derefter hhv. igennem og syd om Stenløse. Efter høringsproces indstillede Vejdirektoratet løsningen med en linjeføring syd om Ballerup og Stenløse, som den foretrukne løsning – det såkaldte hovedforslag 1.
I starten af 2009 blev et bredt flertal i Folketinget enige om en trafikaftale, som indeholdt anlæg af Frederikssundsmotorvejen ud fra Vejdirektoratets indstilling. Der var enighed om at afsætte midler til strækningen mellem Motorring 4 og Tværvej. For resten af strækningen til Frederikssund var parterne enige om at drøfte finansieringen i 2011. I slutningen af 2009 blev en anlægslov for hele strækningen til Frederikssund vedtaget. I 2015 forventede den siddende regering at resten af strækningen vest for Tværvej ikke kunne finansieres. Byggeriet af forlængelsen til 2,9 milliarder kroner blev vedtaget til 2026 af et bredt flertal i Folketinget i juni 2021.
Vejdirektoratet er i gang med en opdatering af en miljøkonsekvensvurdering (MKV) for Frederikssundmotorvejen 3 etape mellem Tværvej og Frederikssund N. På baggrund af denne foreslog Vejdirektoratet at strækningen mellem Tværvej og Frederikssund S skulle udlægges til motorvej og at resten af strækningen til Frederikssund N /J. F. Willumsens Vej skulle udlægges som fire sporet motortrafikvej med signalregulerede kryds.  

## Etaper
| Etaper      | Etaper                  | Etaper          | Etaper                  | Etaper   | Etaper    | Etaper                                                |
| Fra         | Tilslutningsanlæg       | Til             | Tilslutningsanlæg       | Vejbaner | Åbningsår | Bemærkninger                                          |
| ----------- | ----------------------- | --------------- | ----------------------- | -------- | --------- | ----------------------------------------------------- |
| Motorring 3 | Motorvejskryds Rødovre  | Ring 3          | 1                       | 6        | 2011      |                                                       |
| Ring 3      | 1                       | Motorring 4     | Motorvejskryds Ballerup | 4→6      | 1978      | Udvidet til 6 spor i 2012                             |
| Motorring 4 | Motorvejskryds Ballerup | Tværvej         | 3                       | 4        | 2015      | Anlæg af 2. etape, åbnet for trafik den 13.juli 2015. |
| Tværvej     | 3                       | Frederikssund S | 9                       | 4        | 2032      | Anlægslov vedtaget.                                   |

Transport, bygnings- og boligminister Ole Birk Olesen oplyser i 2017, at vejdirektoratet grundet den manglende finansiering har undersøgt muligheden for at at opdele den sidste 3. etape i flere del-etaper. Finansieringen af en eller flere af de undersøgte deletaper er dog ikke mulig før der bliver tilført flere midler ved et politisk forlig til nye infrastruktur projekter.
| Etape | Fra tilslutningsanlæg                     | Til tilslutningsanlæg                     | Etape længde (KM) | Vejbaner |
| ----- | ----------------------------------------- | ----------------------------------------- | ----------------- | -------- |
| 3.1   | (3) Tværvej                               | (7) Ølstykke - Primærrute 6               | 10km              | 4        |
| 3.2   | (7) Ølstykke - Primærrute 6               | (9) Frederikssund Syd (Fjordforbindelsen) | 6km               | 4        |
| 3.3   | (9) Frederikssund Syd (Fjordforbindelsen) | (10) Frederikssund Nord                   | 4km               | 4        |

## Etablering af borgerforening
I 2017 blev der oprettet en borgerforening "Borgerforeningen FrederikssundsmotorvejNu" af lokale borgere og støtter af motorvejsprojektet. 